# Орден Священного скарбу
Орден Священного скарбу (яп. 瑞宝章, дзуйхо:сьо:) — японський орден, був заснований едиктом імператора Мейдзі № 1 від 4 січня 1888 року як Орден Мейдзі. Спочатку присуджувався у восьми класах (від 8 до 1, в порядку зростання важливості), з 2003 року нагородження орденом відбувається в шести класах, дві нижчі медалі в тому році були скасовані.

## Історія
Орден отримав назву від священного скарбу, яких в Японії три, що так і називаються: Три Скарби. Це священний меч, священне зерцало (дзеркало) і священна яшма. Проте в назві фігурує лише один скарб, а в орденському знакові — два скарби: дзеркало та намисто з яшми. Але чому саме так, в статуті ордена не вказано.

## Опис
Знак ордену в центрі має дзеркало зі світлого срібла, прикріплене до медальйона темно-синьої емалі з внутрішнім кільцем з намист і зовнішнім кільцем. Медальйон обрамлений намистом з червоних каменів, накладеним на чотириконечну зірку, кожен кінець якої складається з п'яти променів білої емалі. Реверс металевий плоский з чотирма звичайними ієрогліфами напису «нагорода ордену Заслуг», розташованими квадратом, з чотирма голівками заклепок й іноді з клеймом монетного двору на нижньому кінці.
Орденом Священного скарбу нагороджуються цивільні особи і військовослужбовці, за довгу бездоганну службу та вислугу років, клас ордену залежить від рангу і звання особи та тривалості служби. Орден також часто використовувався для нагородження іноземців за заслуги перед Японією в культурному і громадському житті. Орден був поширений на жінок імператорським едиктом № 232 від 22 травня 1919 року.
Орден Священного скарбу до 2003 року мав 8 ступенів, у 2003 році дві молодші ступені були скасовані. До 2003 року орденська стрічка мала білий колір з двома золотими смугами поблизу меж; з 2003-го стрічка стала світло-блакитною, але зберігає дві золоті смуги поблизу меж.
Орденом Священного скарбу нагороджуються особи, які зробили виняткові послуги Японії. Знак ордену прикрашений символами зерцала і коштовних каменів, через що його іноді називають Орденом Секретного скарбу або Орденом Зерцала і коштовних каменів. Цей орден досить часто отримували й іноземці — як почесну нагороду за свій внесок в культурне або громадське життя Японії.
| Стрічки ордена Священного скарбу | Стрічки ордена Священного скарбу | Стрічки ордена Священного скарбу              |
| 1888–2003                        | 2003–наш час                     |                                               |
| -------------------------------- | -------------------------------- | --------------------------------------------- |
|                                  |                                  | Перший клас, Велика стрічка                   |
|                                  |                                  | Другий клас, Золото і срібна зірка            |
|                                  |                                  | Третій клас, Золоті промені з шийною стрічкою |
|                                  |                                  | Четвертий клас, Золоті промені з розеткою     |
|                                  |                                  | П'ятий клас, Золоті і срібні промені          |
|                                  |                                  | Шостий клас, Срібні промені                   |
|                                  |                                  | Сьомий клас, медаль (скасовано 2003)          |
|                                  |                                  | Восьмий клас, медаль (скасовано 2003)         |
|                                  |                                  | Загальна стрічка ордена                       |

## Ілюстрації

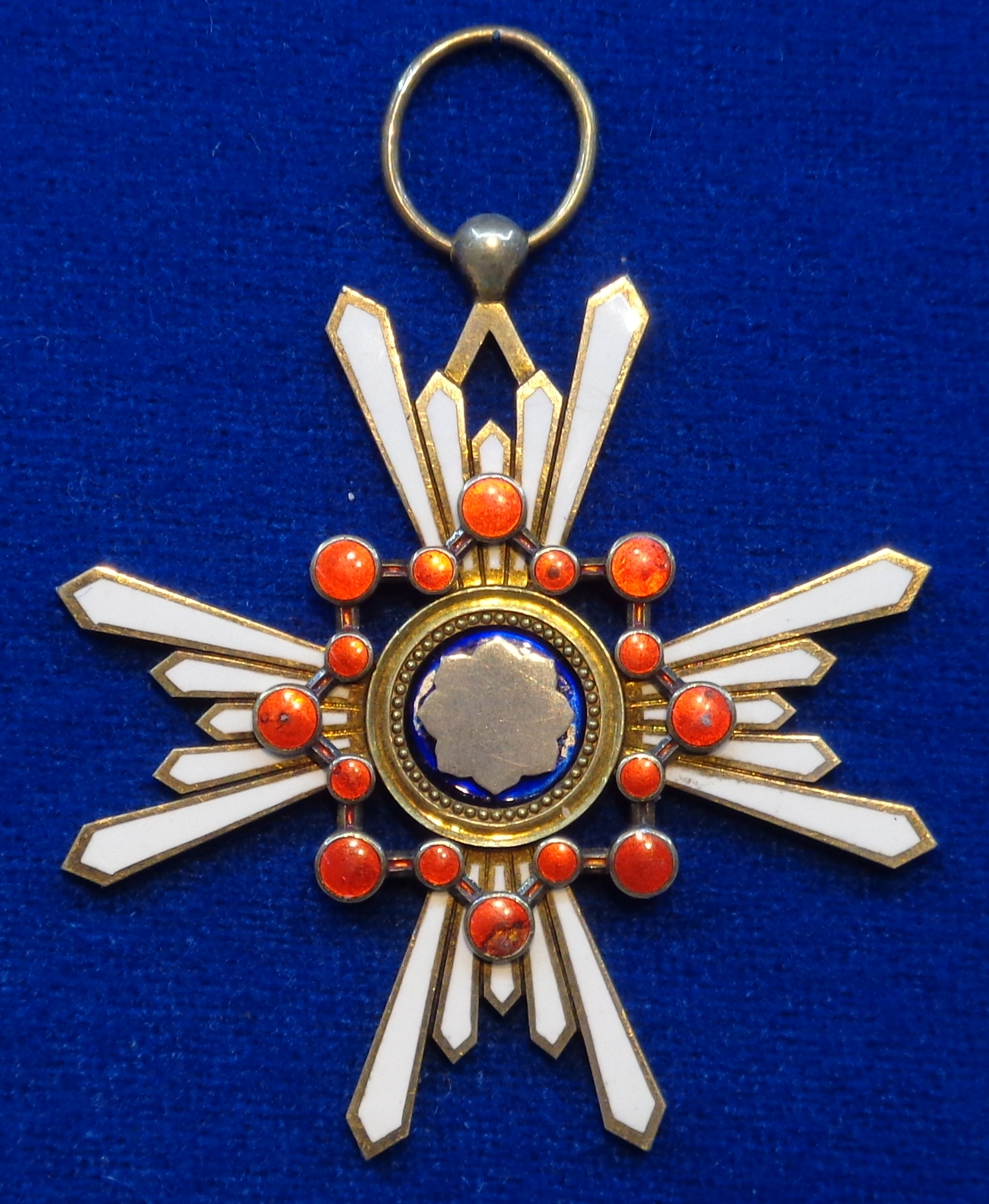
Знак Великої стрічки
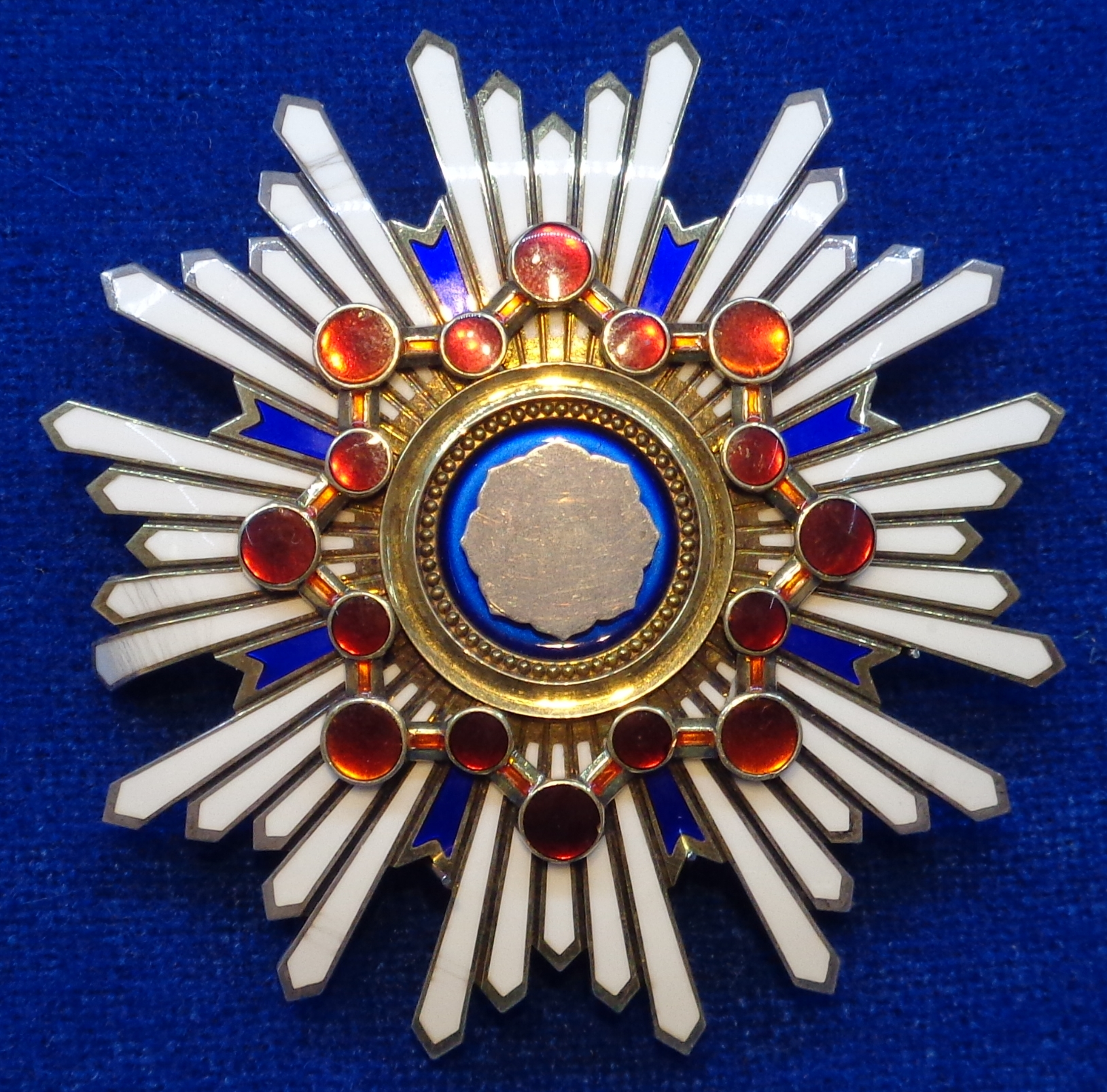
Зірка Великої стрічки
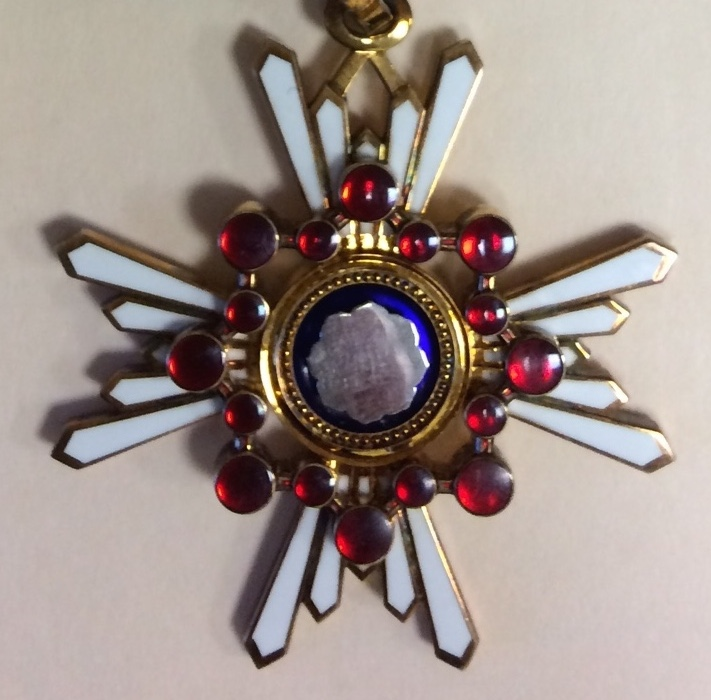
Знак ордена 3-го класу
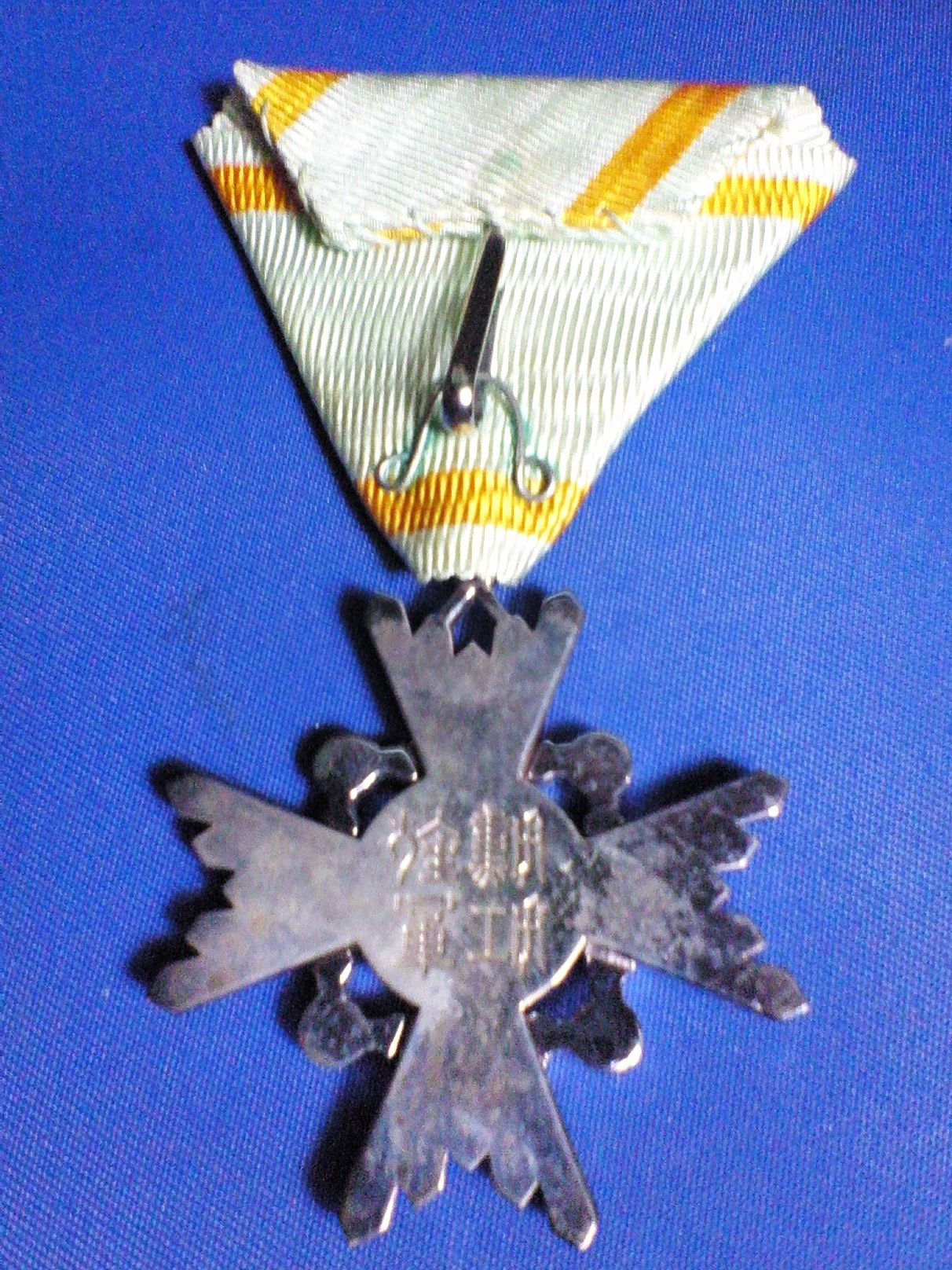
Знак 6-го ступеня, реверс